# 佐佐木時久
佐佐木 時久（ささき ときひさ、元禄3年（1690年） - 宝暦2年1月22日（1752年3月7日））は、江戸時代中期の長州藩士。尼子氏11代当主である。父は佐佐木元氏。兄は広朝、弟は信賢。嫡男は早世、娘は土屋直次継室。

## 人物
佐佐木氏（尼子氏）は代々藩主の毛利家から偏諱を授与されていたが、唯一時久だけ受けておらず、その理由も解っていない。
実子が早世したため、叔母が嫁いだ粟屋氏の粟屋常方の次男佐佐木就清を養子に迎えた。